# Список глав государств в 9 году
| 8 ← Список глав государств по годам → 10 |

## Африка
- Мавретания — Юба II, царь (25 до н. э. — 23)
- Мероитское царство (Куш) — Нетакамани, царь (ок. 1 до н. э. — ок. 23)

## Азия
- Анурадхапура:
  - Бхатикабхайя Абхайя, царь (20 до н. э. — 9)
  - Махадатика Маханага, царь (9 — 21)
- Армения Великая:
  - Тигран V, царь (6 — 12)
  - Эрато, царица (8 до н. э. — 5 до н. э., 2 до н. э. — 1/2, 6 — 12)
- Армения Малая — Архелай Филопатор, царь (20 — 17)
- Иберия — Фарсман I, царь (1 — 58)
- Индо-греческое царство — Стратон II, царь (25 до н. э. — 10)
- Индо-скифское царство:
  - Зейонис, царь (в Кашмире) (10 до н. э. — 10)
  - Карахост, царь (в Матхуре) (10 до н. э. — 10)
- Каппадокия — Архелай Филопатор, царь (36 до н. э. — 17)
- Китай:
  - Жуцзы Ин (Лю Ин), император (6 — 9)
  - Ван Ман (Цзюйцзюнь), император (9 — 23)
- Коммагена — Антиох III, царь (12 до н. э. — 17)
- Корея (Период Трех государств):
  - Когурё — Юримён, тхэван (19 до н. э. — 18)
  - Пэкче — Онджо, тхэван (18 до н. э. — 28)
  - Силла — Намхе Чхачхаун, исагым (4 — 24)
  - Тонбуё — Тэсо, ван (7 до н. э. — 22)
- Кушанское царство — Герай, царь (ок. 1 — ок. 30)
- Набатейское царство — Арета IV Филопатрис, царь (9 до н. э. — 40)
- Осроена — Ману IV, царь (7 — 13)
- Парфия — Вонон I, шах (6/7 — 12)
- Понтийское царство — Пифодорида, царица (8 до н. э. — 38)
- Сатавахана — Пулумави I, махараджа (7 — 31)
- Харакена — Аттамбел II, царь (ок. 17 до н. э./16 до н. э. — ок. 8/9)
- Хунну — Учжулю, шаньюй (8 до н. э. — 13)
- Элимаида — Камнаскир VIII, царь (ок. 1 — ок. 15)
- Япония — Суйнин, тэнно (император) (29 до н. э. — 70)

## Европа
- Атребаты — Эппилл, вождь (7 — 15)
- Боспорское царство — Аспург, царь (8 до н. э. — 38)
- Дакия — Комосик, вождь (ок. 9 до н. э. — 29)
- Ирландия:
  - Кримтанн Ниа Найр, верховный король (8 до н. э. — 9)[1]
  - Кайрбре Кошачья Голова, верховный король (9 — 14)
- Катувеллауны:
  - Таскиован, вождь (ок. 20 до н. э. — ок. 9)
  - Кунобелин, вождь (ок. 9 — 43)
- Маркоманы — Маробод, вождь (9 до н. э. — 18)
- Одрисское царство (Фракия) — Реметалк I (12 до н. э./11 до н. э. — 12)
- Римская империя:
  - Октавиан Август, римский император (27 до н. э. — 14)
  - Гай Поппей Сабин, консул (9)
  - Квинт Сульпиций Камерин, консул (9)

## Галерея

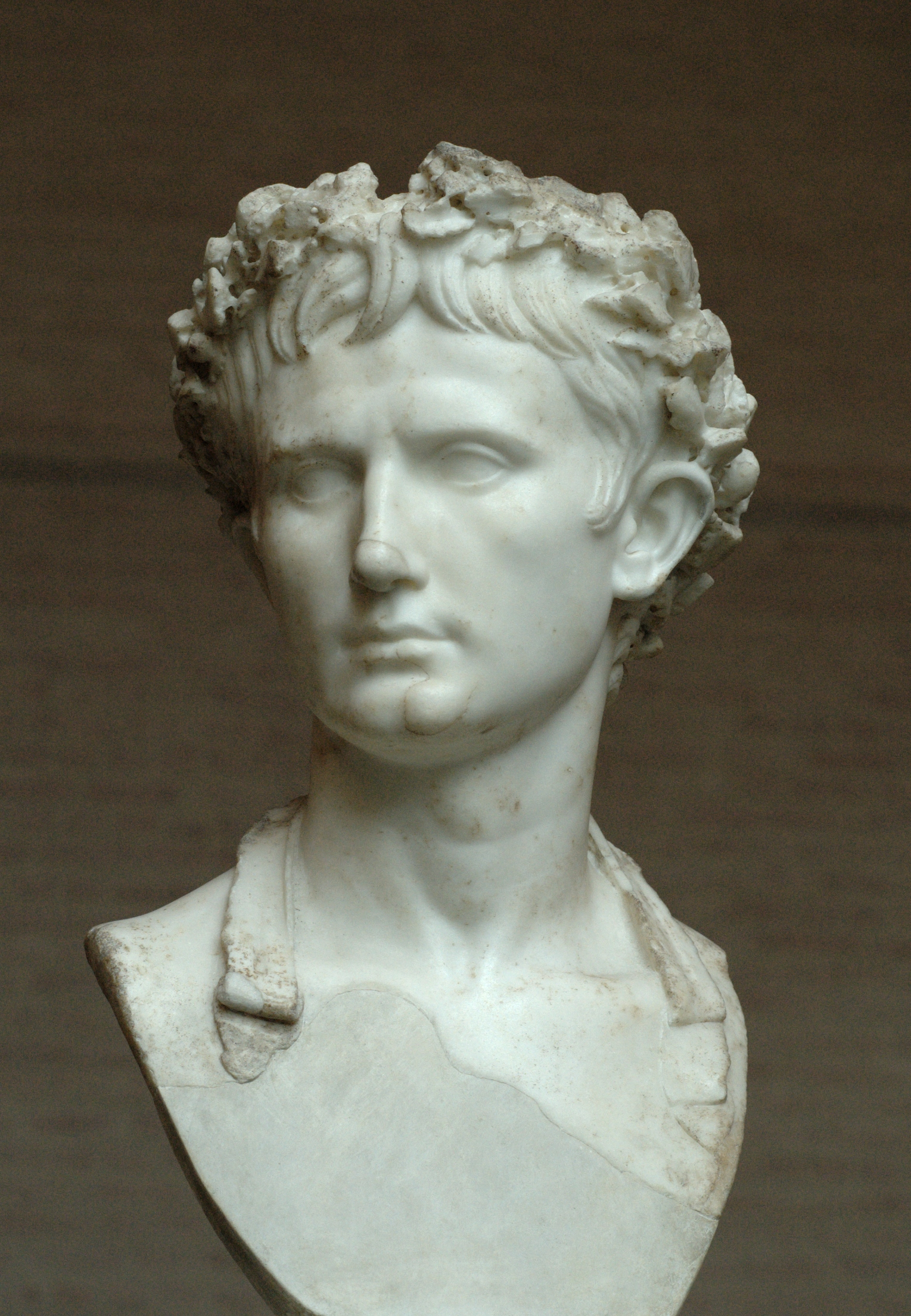
Октавиан Август 27 до н.э.—14 Император Римской империи
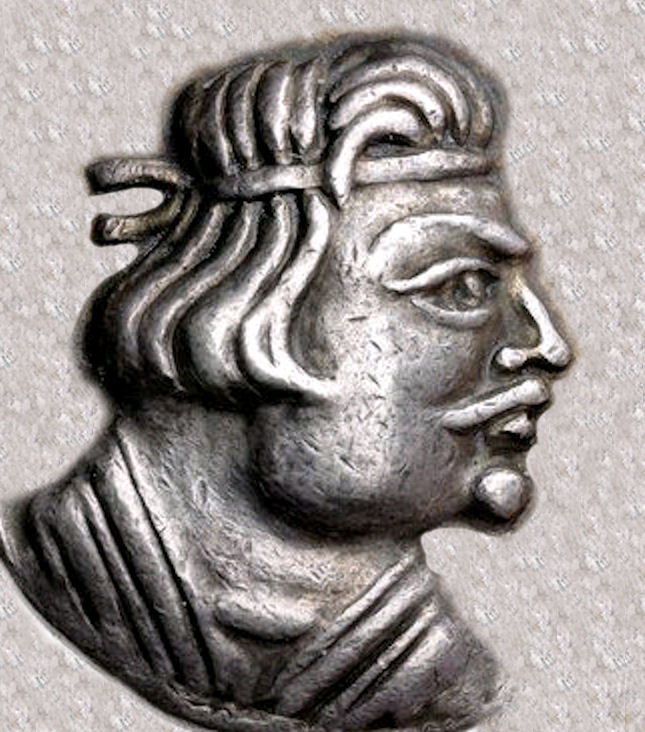
Герай 1-30 Царь кушанов
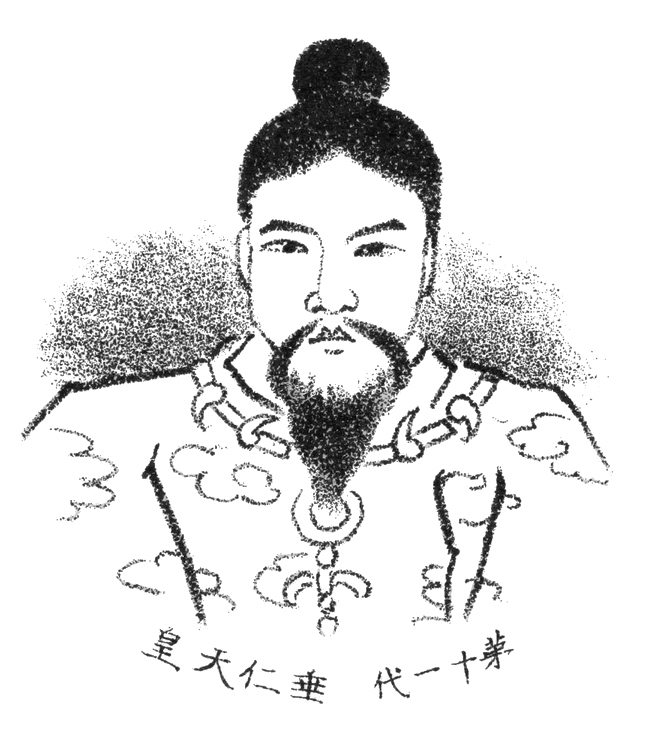
Суинин 29 до н.э.—70 Император Японии
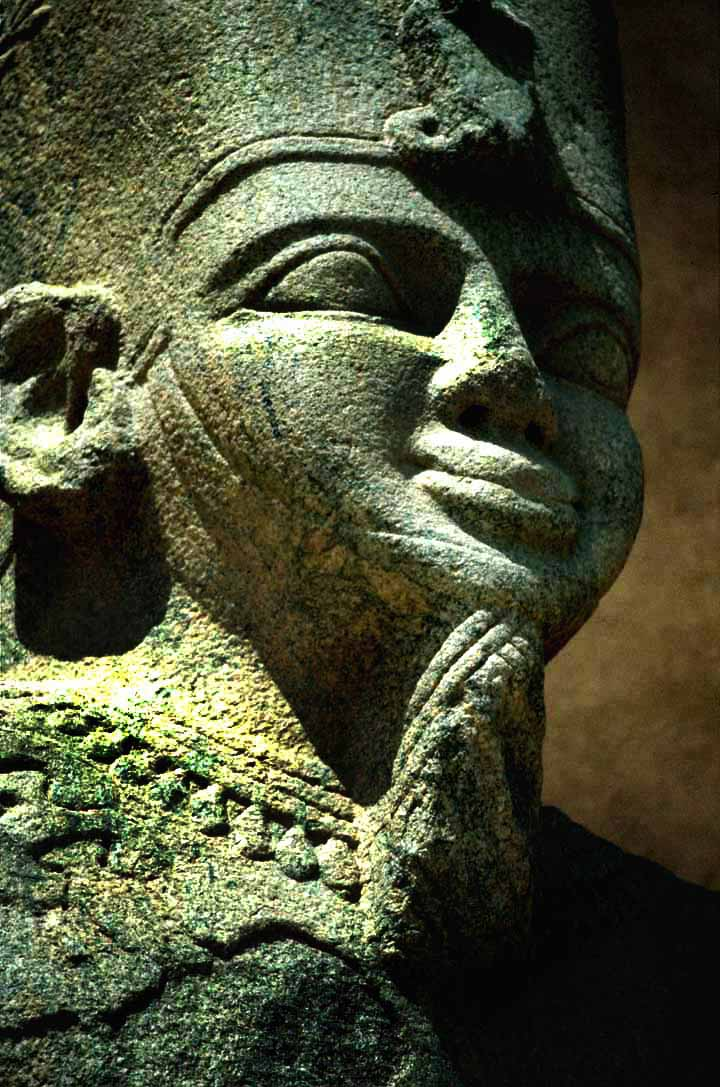
Натакамани 1 до н.э.—23 Царь Куша
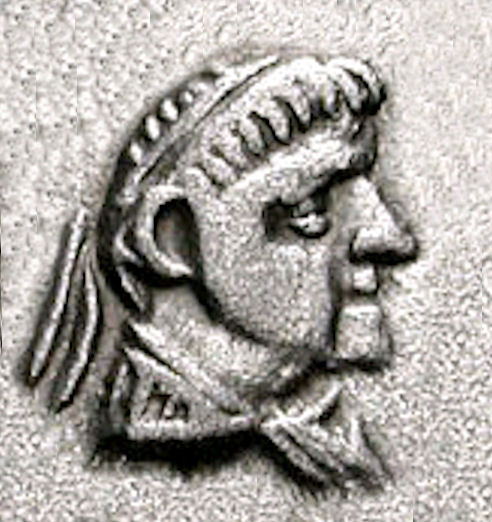
Стратон II 25 до н.э.—10 Индо-греческий царь